# Campeonato Mundial de Esportes Aquáticos de 2007
O Campeonato Mundial de Esportes Aquáticos de 2007 foi a décima segunda edição do Campeonato Mundial de Esportes Aquáticos. Foi realizado na cidade de Melbourne, na Austrália, de 17 de março a 1 de abril.

## Esportes
- Maratona Aquática
- Nado Sincronizado
- Natação
- Polo Aquático
- Saltos Ornamentais

## Quadro de Medalhas
| #  | País           | Gold. | Silver. | Bronze. | Total |
| -- | -------------- | ----- | ------- | ------- | ----- |
| 1  | Estados Unidos | 21    | 14      | 5       | 40    |
| 2  | Rússia         | 11    | 6       | 8       | 25    |
| 3  | Austrália      | 9     | 9       | 8       | 26    |
| 4  | China          | 9     | 5       | 2       | 16    |
| 5  | França         | 3     | 2       | 2       | 7     |
| 6  | Alemanha       | 2     | 5       | 4       | 11    |
| 7  | Polónia        | 2     | 1       | 1       | 4     |
| 8  | África do Sul  | 2     | 0       | 1       | 3     |
| 9  | Japão          | 1     | 4       | 8       | 13    |
| 10 | Canadá         | 1     | 3       | 1       | 5     |
| 11 | Itália         | 1     | 2       | 6       | 9     |
| 12 | Suécia         | 1     | 1       | 1       | 3     |
| 13 | Coreia do Sul  | 1     | 0       | 1       | 2     |
|    | Ucrânia        | 1     | 0       | 1       | 2     |
| 15 | Croácia        | 1     | 0       | 0       | 1     |
| 16 | Espanha        | 0     | 4       | 3       | 7     |
| 17 | Países Baixos  | 0     | 2       | 3       | 5     |
|    | Reino Unido    | 0     | 2       | 3       | 5     |
| 19 | Zimbabwe       | 0     | 2       | 0       | 2     |
| 20 | Hungria        | 0     | 1       | 1       | 2     |
| 21 | Bielorrússia   | 0     | 1       | 0       | 1     |
|    | Suíça          | 0     | 1       | 0       | 1     |
| 23 | Áustria        | 0     | 0       | 1       | 1     |
|    | Dinamarca      | 0     | 0       | 1       | 1     |
|    | Egito          | 0     | 0       | 1       | 1     |
|    | Grécia         | 0     | 0       | 1       | 1     |
|    | Venezuela      | 0     | 0       | 1       | 1     |

## Resultados

### Natação
| Evento:            | Ouro:                                                                           | Tempo       | Prata:                                                                                  | Tempo    | Bronze:                                                                             | Tempo    |
| Livre              |                                                                                 |             |                                                                                         |          |                                                                                     |          |
| 50m Masculino      | Benjamin Wildman-Tobriner · Estados Unidos                                      | 21.88       | Cullen Jones · Estados Unidos                                                           | 21.94    | Stefan Nystrand · Suécia                                                            | 21.97    |
| 50m Feminino       | Libby Lenton · Austrália                                                        | 24.53       | Therese Alshammar · Suécia                                                              | 24.62    | Marleen Veldhuis Holanda                                                            | 24.70    |
| 100m Masculino     | Filippo Magnini · Itália · Brent Hayden · Canadá                                | 48.43       | Nenhuma                                                                                 |          | Eamon Sullivan · Austrália                                                          | 48.47    |
| 100m Feminino      | Libby Lenton · Austrália                                                        | 53.40 CR    | Marleen Veldhuis Holanda                                                                | 53.70    | Britta Steffen Alemanha                                                             | 53.74    |
| 200m Masculino     | Michael Phelps · Estados Unidos                                                 | 1:43.86 WR  | Pieter van den Hoogenband Holanda                                                       | 1:46.28  | Tae Hwan Park Coreia do Sul                                                         | 1:46.73  |
| 200m Feminino      | Laure Manaudou · França                                                         | 1:55.52 WR  | Annika Lurz Alemanha                                                                    | 1:55.68  | Federica Pellegrini · Itália                                                        | 1:56.97  |
| 400m Masculino     | Tae Hwan Park Coreia do Sul                                                     | 3:44.30     | Grant Hackett · Austrália                                                               | 3:45.43  | Yury Prilukov · Rússia                                                              | 3:45:47  |
| 400m Feminino      | Laure Manaudou · França                                                         | 4:02.61 CR  | Otylia Jędrzejczak Polônia                                                              | 4:04.23  | Ai Shibata · Japão                                                                  | 4:05.19  |
| 800m Masculino     | Przemysław Stańczyk Polônia                                                     | 7:47.91     | Craig Stevens · Austrália                                                               | 7:48.67  | Federico Colbertaldo · Itália                                                       | 7:49.98  |
| 800m Feminino      | Kate Ziegler · Estados Unidos                                                   | 8:18.52 CR  | Laure Manaudou · França                                                                 | 8:18.80  | Hayley Peirsol · Estados Unidos                                                     | 8:26.41  |
| 1500m Masculino    | Mateusz Sawrymowicz Polônia                                                     | 14:45.94    | Yury Prilukov · Rússia                                                                  | 14:47.29 | David Davies · Reino Unido                                                          | 14:51.21 |
| 1500m Feminino     | Kate Ziegler · Estados Unidos                                                   | 15:53.05 CR | Flavia Rigamonti Suíça                                                                  | 15:55.38 | Ai Shibata · Japão                                                                  | 15:58.55 |
| Costas             |                                                                                 |             |                                                                                         |          |                                                                                     |          |
| 50m Masculino      | Gerhard Zandberg África do Sul                                                  | 24.98       | Thomas Rupprath Alemanha                                                                | 25.20    | Liam Tancock · Reino Unido                                                          | 25.23    |
| 50m Feminino       | Leila Vaziri · Estados Unidos                                                   | 28.16 WR    | Aliaksandra Herasimenia Bielorrússia                                                    | 28.46    | Tayliah Zimmer · Austrália                                                          | 28.50    |
| 100m Masculino     | Aaron Peirsol · Estados Unidos                                                  | 52.98 WR    | Ryan Lochte · Estados Unidos                                                            | 53.50    | Liam Tancock · Reino Unido                                                          | 53.61    |
| 100m Feminino      | Natalie Coughlin · Estados Unidos                                               | 59.44 WR    | Laure Manaudou · França                                                                 | 59.87    | Reiko Nakamura · Japão                                                              | 1:00.40  |
| 200m Masculino     | Ryan Lochte · Estados Unidos                                                    | 1:54.32 WR  | Aaron Peirsol · Estados Unidos                                                          | 1:54.80  | Markus Rogan · Áustria                                                              | 1:56.02  |
| 200m Feminino      | Margaret Hoelzer · Estados Unidos                                               | 2:07.16 CR  | Kirsty Coventry Zimbábue                                                                | 2:07.54  | Reiko Nakamura · Japão                                                              | 2:08.54  |
| Peito              |                                                                                 |             |                                                                                         |          |                                                                                     |          |
| 50m Masculino      | Oleg Lisogor · Ucrânia                                                          | 27.66       | Brendan Hansen · Estados Unidos                                                         | 27.69    | Cameron van der Burgh África do Sul                                                 | 27.88    |
| 50m Feminino       | Jessica Hardy · Estados Unidos                                                  | 30.63       | Leisel Jones · Austrália                                                                | 30.70    | Tara Kirk · Estados Unidos                                                          | 31.05    |
| 100m Masculino     | Brendan Hansen · Estados Unidos                                                 | 59.80       | Kosuke Kitajima · Japão                                                                 | 59.96    | Brenton Rickard · Austrália                                                         | 1:00.58  |
| 100m Feminino      | Leisel Jones · Austrália                                                        | 1:05.72 CR  | Tara Kirk · Estados Unidos                                                              | 1:06.34  | Anna Khlistunova · Ucrânia                                                          | 1:07.27  |
| 200m Masculino     | Kosuke Kitajima · Japão                                                         | 2:09.80     | Brenton Rickard · Austrália                                                             | 2:10.99  | Loris Facci · Itália                                                                | 2:11.03  |
| 200m Feminino      | Leisel Jones · Austrália                                                        | 2:21.84     | Kirsty Balfour · Reino Unido · Megan Quann · Estados Unidos                             | 2:25.94  | Nenhuma                                                                             |          |
| Borboleta          |                                                                                 |             |                                                                                         |          |                                                                                     |          |
| 50m Masculino      | Roland Schoeman África do Sul                                                   | 23.18       | Ian Crocker · Estados Unidos                                                            | 23.47    | Jakob Schiott Andkjaer Dinamarca                                                    | 23.56    |
| 50m Feminino       | Therese Alshammar · Suécia                                                      | 25.91       | Danni Miatke · Austrália                                                                | 26.05    | Inge Dekker Holanda                                                                 | 26.11    |
| 100m Masculino     | Michael Phelps · Estados Unidos                                                 | 50.77       | Ian Crocker · Estados Unidos                                                            | 50.82    | Albert Altes Subirats Venezuela                                                     | 51.82    |
| 100m Feminino      | Libby Lenton · Austrália                                                        | 57.15 CR    | Jessicah Schipper · Austrália                                                           | 57.24    | Natalie Coughlin · Estados Unidos                                                   | 57.34    |
| 200m Masculino     | Michael Phelps · Estados Unidos                                                 | 1:52.09 WR  | Wu Peng · China                                                                         | 1:55.13  | Nikolay Skvortsov · Rússia                                                          | 1:55.22  |
| 200m Feminino      | Jessicah Schipper · Austrália                                                   | 2:06.39     | Kim Vandenberg · Estados Unidos                                                         | 2:06.71  | Otylia Jędrzejczak Polônia                                                          | 2:06.90  |
| Medley             |                                                                                 |             |                                                                                         |          |                                                                                     |          |
| 200m Masculino     | Michael Phelps · Estados Unidos                                                 | 1:54.98 WR  | Ryan Lochte · Estados Unidos                                                            | 1:56.19  | Laszlo Cseh · Hungria                                                               | 1:56.92  |
| 200m Feminino      | Kathryn Hoff · Estados Unidos                                                   | 2:10.13 CR  | Kirsty Coventry Zimbábue                                                                | 2:10.76  | Stephanie Rice · Austrália                                                          | 2:11.42  |
| 400m Masculino     | Michael Phelps · Estados Unidos                                                 | 4:06.22 WR  | Ryan Lochte · Estados Unidos                                                            | 4:09.74  | Luca Marin · Itália                                                                 | 4:09.88  |
| 400m Feminino      | Kathryn Hoff · Estados Unidos                                                   | 4:32.89 WR  | Yana Martynova · Rússia                                                                 | 4:40.14  | Stephanie Rice · Austrália                                                          | 4:41.19  |
| Revezamento Livre  |                                                                                 |             |                                                                                         |          |                                                                                     |          |
| 4x100m Masculino   | Michael Phelps · Neil Walker · Cullen Jones · Jason Lezak · Estados Unidos      | 3:12.72 CR  | Massimiliano Rosolino · Alessandro Calvi · Christian Galenda · Filippo Magnini · Itália | 3:14.04  | Fabien Gilot · Frederick Bousquet · Julien Sicot · Alain Bernard · França           | 3:14.68  |
| 4x100m Feminino    | Libby Lenton · Melanie Schlanger · Shayne Reese · Jodie Henry · Austrália       | 3:35.48 CR  | Natalie Coughlin · Lacey Nymeyer · Amanda Weir · Kara Lynn Joyce · Estados Unidos       | 3:35.68  | Inge Dekker Ranomi Kromowidjojo Femke Heemskerk Marleen Veldhuis Holanda            | 3:36.81  |
| 4x200m Masculino   | Michael Phelps · Ryan Lochte · Klete Keller · Peter Vanderkaay · Estados Unidos | 7:03.24 WR  | Patrick Murphy · Andrew Mewing · Grant Brits · Kenrick Monk · Austrália                 | 7:10.05  | Brian Johns · Brent Hayden · Rick Say · Andrew Hurd · Canadá                        | 7:10.70  |
| 4x200m Feminino    | Natalie Coughlin · Dana Vollmer · Lacey Nymeyer · Katie Hoff · Estados Unidos   | 7:50.09 WR  | Meike Freitag Britta Steffen Petra Dallmann Annika Lurz Alemanha                        | 7:53.82  | Alena Popchanka · Sophie Huber · Aurore Mongel · Laure Manaudou · França            | 7:55.96  |
| Revezamento Medley |                                                                                 |             |                                                                                         |          |                                                                                     |          |
| 4x100m Masculino   | Matt Welsh · Brenton Rickard · Andrew Lauterstein · Eamon Sullivan · Austrália  | 3:34.93     | Tomomi Morita · Kosuke Kitajima · Takashi Yamamoto · Daisuke Hosokawa · Japão           | 3:35.16  | Arkady Vyatchanin · Dmitry Komornikov · Nikolay Skvortsov · Evgeny Lagunov · Rússia | 3:35.51  |
| 4x100m Feminino    | Emily Seebohm · Leisel Jones · Jessicah Schipper · Libby Lenton · Austrália     | 3:55.74 WR  | Natalie Coughlin · Tara Kirk · Rachel Komisarz · Lacey Nymeyer · Estados Unidos         | 3:58.31  | Longzi Xutian · Nan Luo · Yafei Zhou · Yanwei Xu · China                            | 4:01.97  |

Legenda
| Recorde mundial       | Recorde mundial (World record)               |                       | Recorde africano                      | Recorde africano (African) |                                           | Q | Classificado por posição (Qualified) |
| Recorde do campeonato | Recorde do campeonato (Championship record)  | Recorde da América    | Recorde da América (Americas)         | q                          | Classificado por melhor tempo (Qualified) |   |                                      |
| Melhor marca do ano   | Melhor marca do ano (World leading)          | Recorde asiático      | Recorde asiático (Asian)              | DNS                        | Não largou (Did not start)                |   |                                      |
| Recorde nacional      | Recorde nacional (National record)           | Recorde europeu       | Recorde europeu (European)            | DNF                        | Não terminou (Did not finish)             |   |                                      |
| Recorde pessoal       | Recorde pessoal do atleta (Personal best)    | Recorde da Oceania    | Recorde da Oceania (Oceania)          | DSQ / DQ                   | Desclassificado (Disqualified)            |   |                                      |
| Recorde da temporada  | Recorde da temporada do atleta (Season best) | Recorde sul-americano | Recorde sul-americano (South America) | NM                         | Sem marca (No mark)                       |   |                                      |

### Maratonas Aquáticas
| Evento:   | Ouro:                      | Tempo      | Prata:                          | Tempo      | Bronze:                           | Tempo      |
| Masculino |                            |            |                                 |            |                                   |            |
| 5 km      | Thomas Lurz · Alemanha     | 56:49.6    | Evgeny Drattsev · Rússia        | 56:50.7    | Spyridon Gianniotis · Grécia      | 56:56.6    |
| 10 km     | Vladimir Dyatchin · Rússia | 1:55:32.52 | Thomas Lurz · Alemanha          | 1:55:32.58 | Evgeny Drattsev · Rússia          | 1:55:47.31 |
| 25 km     | Yuri Kudinov · Rússia      | 5:16:45.55 | Marco Formentini · Itália       | 5:18:36.80 | Mohamed Zanaty · Egito            | 5:19:23.23 |
| Feminino  |                            |            |                                 |            |                                   |            |
| 5 km      | Larisa Ilchenko · Rússia   | 1:00:41.3  | Ekaterina Seliverstova · Rússia | 1:00:43.6  | Kate Brookes-Peterson · Austrália | 1:00:47.9  |
| 10 km     | Larisa Ilchenko · Rússia   | 2:03:57.9  | Cassandra Patten · Reino Unido  | 2:03:58.9  | Kate Brookes-Peterson · Austrália | 2:03:59.5  |
| 25 km     | Britta Kamrau · Alemanha   | 5:37:11.66 | Kalyn Keller · Estados Unidos   | 5:39:39.62 | Ksenia Popova · Rússia            | 5:39:51.51 |

### Nado Sincronizado
| Evento                 | Ouro             | Prata            | Bronze         |
| Rotina Livre Combinada | Rússia           | Japão            | Estados Unidos |
| Rotina Técnica Solo    | Natalia Ischenko | Gemma Mengual    | Saho Harada    |
| Rotina Técnica Dueto   | Rússia           | Espanha          | Japão          |
| Rotina Técnica Equipe  | Rússia           | Japão            | Espanha        |
| Rotina Livre Solo      | Virginie Dedieu  | Natalia Ischenko | Gemma Mengual  |
| Rotina Livre Dueto     | Rússia           | Espanha          | Japão          |
| Rotina Livre Equipe    | Rússia           | Espanha          | Japão          |

### Saltos Ornamentais
| Evento                    | Ouro                             | Ouro   | Prata                                        | Prata  | Bronze                                         | Bronze |
| Individual                |                                  |        |                                              |        |                                                |        |
| Trampolim 1 m Masculino   | Yutong Luo · China               | 477.40 | Chong He · China                             | 469.85 | Christopher Sacchin · Itália                   | 441.40 |
| Trampolim 1 m Feminino    | Zi He · China                    | 316.65 | Blythe Hartley · Canadá                      | 311.20 | Yuliya Pakhalina · Rússia                      | 304.60 |
| Trampolim 3 m Masculino   | Kai Qin · China                  | 545.35 | Alexandre Despatie · Canadá                  | 518.65 | Dmitry Sautin · Rússia                         | 517.10 |
| Trampolim 3 m Feminino    | Jingjing Guo · China             | 381.75 | Minxia Wu · China                            | 368.80 | Tania Cagnotto · Itália                        | 341.70 |
| Plataforma 10 m Masculino | Gleb Galperin · Rússia           | 554.70 | Luxin Zhou · China                           | 519.15 | Yue Lin · China                                | 513.70 |
| Plataforma 10 m Feminino  | Xin Wang China                   | 432.85 | Roulin Chen China                            | 410.30 | Christin Steuer · Alemanha                     | 386.85 |
| Sincronizado              |                                  |        |                                              |        |                                                |        |
| Trampolim 3 m Masculino   | Kai Qin · Feng Wang · China      | 458.76 | Alexandre Despatie · Arturo Miranda · Canadá | 418.92 | Tobias Schellenberg · Andreas Wels · Alemanha  | 414.54 |
| Trampolim 3 m Feminino    | Jingjing Guo · Minxia Wu · China | 355.80 | Ditte Kotzian · Heike Fischer · Alemanha     | 318.45 | Sharleen Stratton · Briony Cole · Austrália    | 313.14 |
| Plataforma 10 m Masculino | Yue Lin · Liang Huo · China      | 489.48 | Gleb Galperin · Dmitriy Dobroskok · Rússia   | 467.16 | David Boudia · Thomas Finchum · Estados Unidos | 463.56 |
| Plataforma 10 m Feminino  | Tong Jia · Ruolin Chen · China   | 361.32 | Briony Cole · Melissa Wu · Austrália         | 324.00 | Annett Gamm · Nora Subschinski · Alemanha      | 306.63 |

### Pólo Aquático

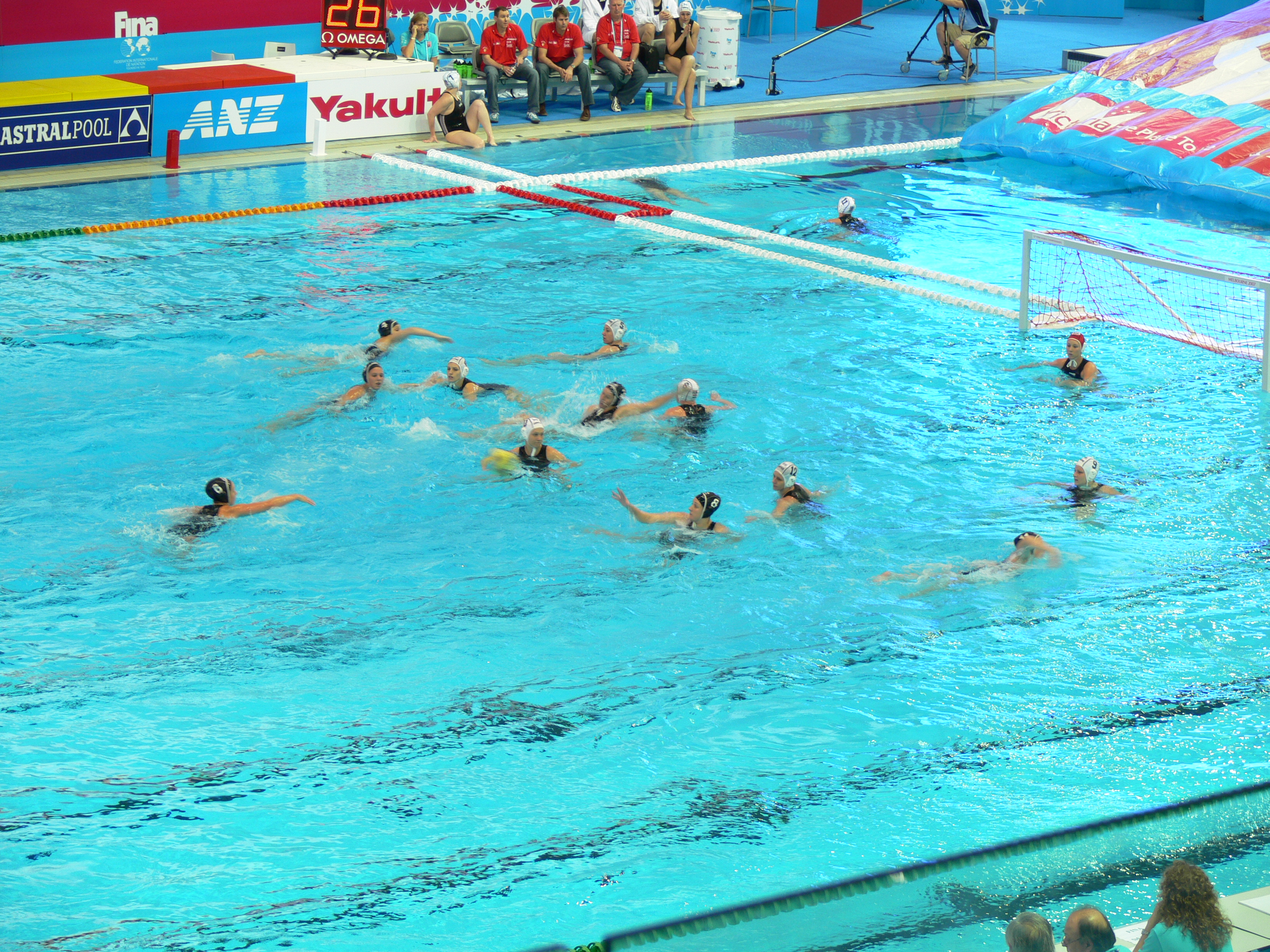
Torneio feminino de polo aquático.

| Evento    | Ouro           | Prata     | Bronze  |
| Masculino | Croácia        | Hungria   | Espanha |
| Feminino  | Estados Unidos | Austrália | Rússia  |